# Endless Road
Az Endless Road az ausztráliai Tommy Emmanuel gitáros 2004-es albuma. Eredetileg csak Ausztráliában jelent meg 2002-ben a lemez, de 2005-ben két extra számmal megjelent az Amerikai Egyesült Államokban is.

## Számok
Az összes számot Tommy Emmanuel szerezte, a kivételek fel vannak tüntetve.
1. Endless Road – 4:32
2. Tall Fiddler – 2:28
3. (The Man With The) Green Thumb – 3:20
4. Bella Soave – 2:22
5. Morning Aire – 5:56
6. Angelina – 3:41
7. Windy & Warm – 2:48 - (John D. Loudermilk)
8. Chet's Ramble – 2:42 - (Chet Atkins, Emmanuel)
9. Son Of A Gun – 1:50
10. Sanitarium Shuffle – 3:18
11. La Visita – 3:24
12. Mona Lisa (Evans, Livingston) – 3:53
13. Christmas Memories/Wheels – 3:23 - (Petty, Emmanuel)
14. Old Town – 3:04
15. Somewhere Over The Rainbow – 4:21 - (Harold Arlen, E. Y. Harburg)
16. I Still Can't Say Goodbye – 3:25 - (Binn, Moore)
17. Today Is Mine – 2:44 - (Jerry Reed)

### Extra számok
1. Struttin' - 2:39 - (Jerry Reed) (Csak az amerikai kiadásban)
2. Pegao - 6:20 - (Jose Feliciano) (Csak az amerikai kiadásban)

## Közreműködők
- Tommy Emmanuel - gitár
- Elizabeth Watkins - háttérvokál
- Kim Person – producer, keverés
- Henno Althoff – tervező
- Beth Kindig – borító

## Külső hivatkozások
- Hivatalos oldal (angolul)